# Ilana Trombka
Ilana Trombka (Porto Alegre, 14 de dezembro de 1972) é uma servidora pública, doutora em administração de empresas e mestre em comunicação social. Atualmente exerce o cargo de Diretora-Geral do Senado Federal.

## Biografia

### Carreira Acadêmica
Ilana Trombka é doutora em Administração de Empresas pela Escola de Administração de Empresas São Paulo da Fundação Getúlio Vargas (EAESP/FGV), mestre em Comunicação Social, pela Pontifícia Universidade Católica do Rio Grande do Sul (PUCRS). É especializada em Direito Legislativo, pela Universidade Federal do Mato Grosso do Sul (UFMS) e graduada em Relações Públicas (PUCRS). Iniciou sua carreira no meio acadêmico como professora, tendo lecionado na Fundação de Integração, Desenvolvimento e Educação do Noroeste do Estado do RS (FIDENE/UNIJUÍ) e no Centro Universitário de Brasília - UniCeub (1998-2001), onde assumiu posteriormente a coordenação dos cursos de Comunicação Social. Ilana ainda lecionou disciplinas de pós-graduação na Universidade do Legislativo Brasileiro (2003-2004) e na União Pioneira de Integração Social - UPIS (2007-2013). Atualmente leciona no Mestrado em Administração Pública do IDP.  Mentora do Columbia Global Centers, no Columbia Women's Leadership Network, Nova Iorque (EUA).

### Servidora Pública
Aos 24 anos, foi aprovada no concurso para Analista de Comunicação – especialidade em Relações Públicas do Senado Federal. Entre 1998 e 1999, foi coordenadora do Programa 0800 – A voz do cidadão, uma linha direta da Casa com a população, para registrar opiniões e esclarecer dúvidas. Atuou também como diretora da Secretaria de Relações Públicas (2000-2001) e assessora da Secretaria de Coordenação Técnica e Relações Institucionais da Presidência do Senado (2005–2010). Cedida ao Poder Executivo, em 2011, atuou como chefe da Assessoria Parlamentar do Ministério da Integração Nacional, onde trabalhou diretamente com programas do Governo Federal.
Ilana é co-fundadora da Frente Parlamentar do Programa Antártico Brasileiro (2007), que tem entre seus objetivos, incentivar a continuidade das pesquisas realizadas por cientistas brasileiros no continente.
Diretora-geral desde 2015, Ilana elaborou um documento intitulado Carta de Compromissos, que apresenta onze pilares que são utilizados como referência para o direcionamento estratégico do Senado Federal, Ato da Comissão Diretora nº 5, de 2015.
Ilana é responsável pela Implantação do Processo Eletrônico no Senado, que auxiliou na redução de gastos, diminuição da burocracia e aumento da segurança na tramitação de processos.
Igualmente, o Plano de Gestão de Logística Sustentável (PGLS), publicado em sua gestão, por meio do Ato da Diretoria-Geral nº 25/2015, orienta as ações de todas as áreas da administração a partir de princípios de eficiência de recursos e sustentabilidade. Como resultado até 2018, o Senado reduziu em 13 milhões o consumo de unidades de copos descartáveis, economizou em média 8% de energia e reduziu o consumo de água em torno de 25%.
Foi a idealizadora do Programa de Assistência a Mulheres em Situação de Vulnerabilidade Econômica em Decorrência da Violência Doméstica e Familiar no ano de 2016. O Ato da Comissão Diretora nº 4, de 2016 determina que todos os contratos de prestação de serviços continuados e terceirizados do Senado Federal devem reservar o mínimo de 2% das vagas para mulheres em situação de vulnerabilidade decorrente de violência doméstica.
Ilana empenha-se ainda para conscientizar toda a Casa sobre a importância de prevenir e combater o assédio sexual e moral. As ações incluem distribuição de materiais informativos, palestras, bate-papos e publicação de vídeos que orientam os colaboradores sobre como identificar e denunciar um caso suspeito, de acordo com o Ato do primeiro-secretário (APS 8/2018).
Em sua gestão, o Senado Federal foi a primeira entidade pública do país a estabelecer um Plano de Equidade de Gênero e Raça (PEGR), que prevê 28 objetivos e um plano de execução em cinco eixos temáticos: Comunicação; Educação; Cultura Organizacional; Gestão; e Saúde. Todas as ações da Casa, em especial o PEGR, possuem alinhamento institucional com os Objetivos de Desenvolvimento Sustentável (ODS), conforme agenda das Nações Unidas para o Desenvolvimento, que orienta a igualdade de gênero e o empoderamento de todas as mulheres e meninas, nos termos do ODS n°5.
O DGer.com, informativo eletrônico, publicado trimestralmente, também foi implementado no início da gestão da Ilana com o objetivo de apresentar a todos a prestação de contas da Diretoria-Geral. Ele contém um resumo da evolução das iniciativas e projetos que estão sendo construídos no dia a dia.
Criada em 2015, a Liga do Bem, o qual Ilana é uma das fundadoras, é formada por colaboradores voluntários do Senado Federal, que atua em prol de causas sociais e vem beneficiando moradores de rua, mulheres em estado de vulnerabilidade, crianças, idosos, animais abandonados e famílias carentes. São diversas instituições alcançadas pelas ações, entre hospitais, creches, abrigos, asilos e escolas.
Visando estabelecer uma comunicação direta dos colaboradores com a direção da Casa e aperfeiçoar os processos administrativos, Ilana também idealizou o Manha de Ideias. Um programa realizado mensalmente, sempre na primeira segunda-feira de cada mês, com a participação de qualquer colaborador do Senado (servidor efetivo, comissionado, terceirizado, estagiário, menor aprendiz) que tem interesse em apresentar sua ideia ou interagir com diretores da Casa.

### Premiações e Reconhecimentos
Finalista do Prêmio Viva da Marie Claire e Instituto Avon na categoria Empreendedorismo e vencedora de duas edições do Prêmio Opinião Pública, Trombka, tem seu trabalho marcado por ações efetivas pela equidade de gênero e combate à violência contra a mulher no cenário público federal. Tendo recebido como reconhecimento o Prêmio Selo Pró-Equidade de Gênero e Raça da Secretaria de Políticas para as Mulheres (SPM), 5ª Edição, vinculada à Presidência da República, como constatação às ações de combate à desigualdade de gênero e de raça implementadas na Casa.
Destaca-se ainda o Prêmio Boas Práticas (A3P), concedido pelo Ministério do Meio Ambiente e pelo Programa das Nações Unidas para o Meio Ambiente, a quatro projetos da Casa, conforme categorias: Grupo de Trabalho de Compras e Contratações Sustentáveis, na categoria compras e licitações; o Desengaveta, na categoria gestão de resíduos sólidos; o Carona Solidária, na categoria mobilidade e transporte; e a Feira Orgânica, na categoria qualidade de vida.

#### Condecorações
| Insígnia | País   | Honra                             | Data                   |
| -------- | ------ | --------------------------------- | ---------------------- |
|          | Brasil | Comendador da Ordem de Rio Branco | 21 de novembro de 2023 |

### Outras Realizações
Ilana é Vice-Presidente do Conselho de Supervisão do Sistema Integrado de Saúde, membro do conselho Editorial do Senado e integrante do Comitê de Investimentos e Negócios, do Ministério da Economia, Indústria, Comércio Exterior e Serviços.
É uma das fundadoras do Grupo Mulheres do Brasil (instituição idealizada pela empresária Luiza Trajano), seção Distrito Federal, que tem por objetivo garantir direitos iguais, trabalho, segurança, educação e saúde de qualidade para as mulheres de todo Brasil. E coautora do artigo Social Marketing and Health Communication: a case study at the Brazilian Federal Senate, publicado na revista Health Communication (Editora IntechOpen), do Reino Unido.
De 2018 a 2020 integrou o Conselho de Administração FINAME do Banco Nacional do Desenvolvimento (BNDES), que teve como atribuições orientar, aprovar e acompanhar o plano de negócios e a estratégia de longo prazo do FINAME.
Em março de 2020, Ilana se tornou membro da seção Brasil do WomenCorporateDirectors. O WomenCorporateDirectors (WCD) é a maior organização associativa e comunidade do mundo composta de mulheres diretoras corporativas.